# Shepherd's hut

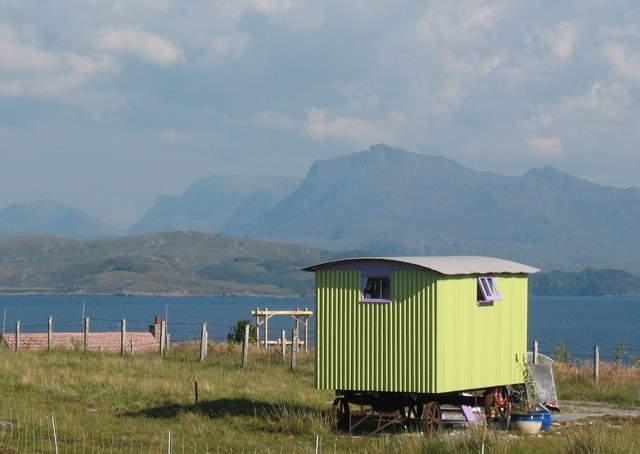
Shepherd's hut em Loch Ewe

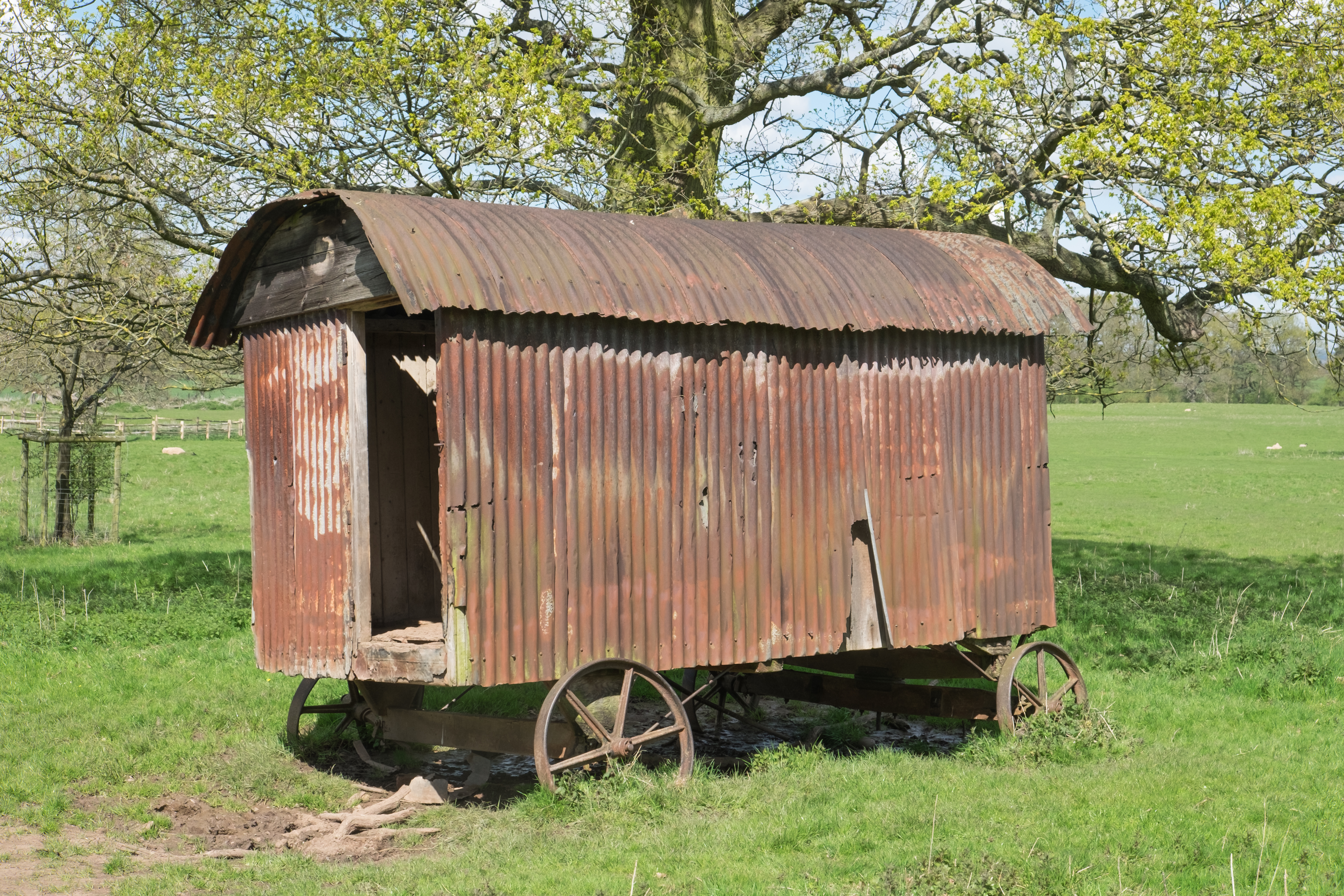
Uma Shepherd's hut em Hanbury Hall

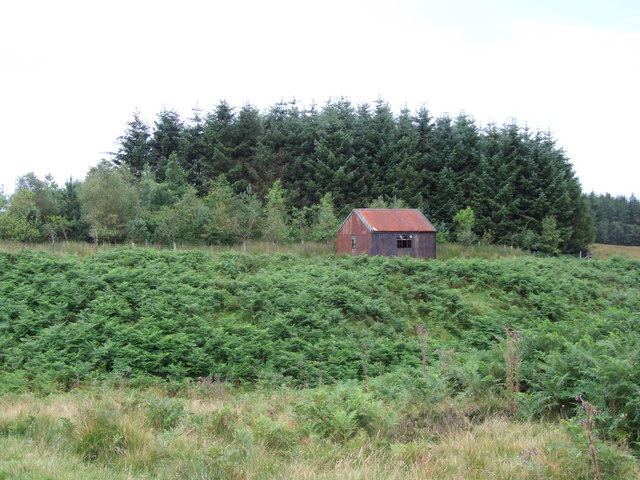
Shepherd's hut perto de Gunstone

Uma Shepherd's hut (tradução literal, "casa de pastor"' ou "cabana de pastor") é uma cabana utilizada pelos pastores durante a criação de ovelhas e para os partos dos filhotes. Tais cabanas de pastores muitas vezes tinham rodas de ferro. Às vezes, as laterais também eram construídas de ferro galvanizado. Uma história retrata que Wally Byam, fabricante dos reboques Airstream, viveu em uma moradia semelhante em algum período durante a sua juventude.
As cabanas de pastor tinham uma cozinha, sala de jantar, quarto e sala de estar todos ligados em um único espaço. Os projetos variam, mas todas foram construídos para fornecer ao pastor um alojamento prático e durável. As cabanas mais antigas tinham um fogão em um canto para se aquecer e cozinhar, e uma janela de cada lado onde o pastor podia ver o seu rebanho. Uma porta articulada estável, que sempre é posicionada longe de pontos de ventos fortes, permitia ao pastor ouvir o rebanho, e os eixos fortes com rodas de ferro fundido foram usados para suportar os movimentos constantes, quando eram conduzidas de campo para campo.
Novas versões estão sendo feitas por uma série de empresas para serem utilizadas como salas de jardim, por exemplo.